# Matt Gaetz
Matthew Louis Gaetz II, dit Matt Gaetz, né le 7 mai 1982 à Hollywood (Floride), est un homme politique d'extrême droite américain. Membre du Parti républicain, il est élu à la Chambre des représentants des États-Unis dans le premier district congressionnel de Floride lors des élections de 2016.
En 2023, il dépose une motion de censure qui aboutit à la destitution de Kevin McCarthy. C'est la première fois dans l'histoire de la Chambre des représentants qu'un de ses présidents est destitué.

## Biographie
Matt Gaetz est le fils du sénateur républicain Don Gaetz. Il est diplômé d'un baccalauréat universitaire de l'université d'État de Floride en 2003 et d'un Juris Doctor du Collège de William et Mary en 2007. Il exerce la profession d'avocat.
En 2010, Gaetz se présente dans le 4e district de la Chambre des représentants de Floride, à l'occasion d'une élection partielle provoquée par la démission du président de l'assemblée, Ray Sansom. Il remporte la primaire républicaine avec 635 voix d'avance sur l'ancien maire de Destin Craig Barker. Il est élu représentant du district, qui englobe le sud du comté d'Okaloosa. Il est réélu en 2012 et 2014. Durant son mandat, il fait notamment passer une loi imposant une peine obligatoire de 50 ans pour les viols d'enfants, de personnes âgées ou handicapées.

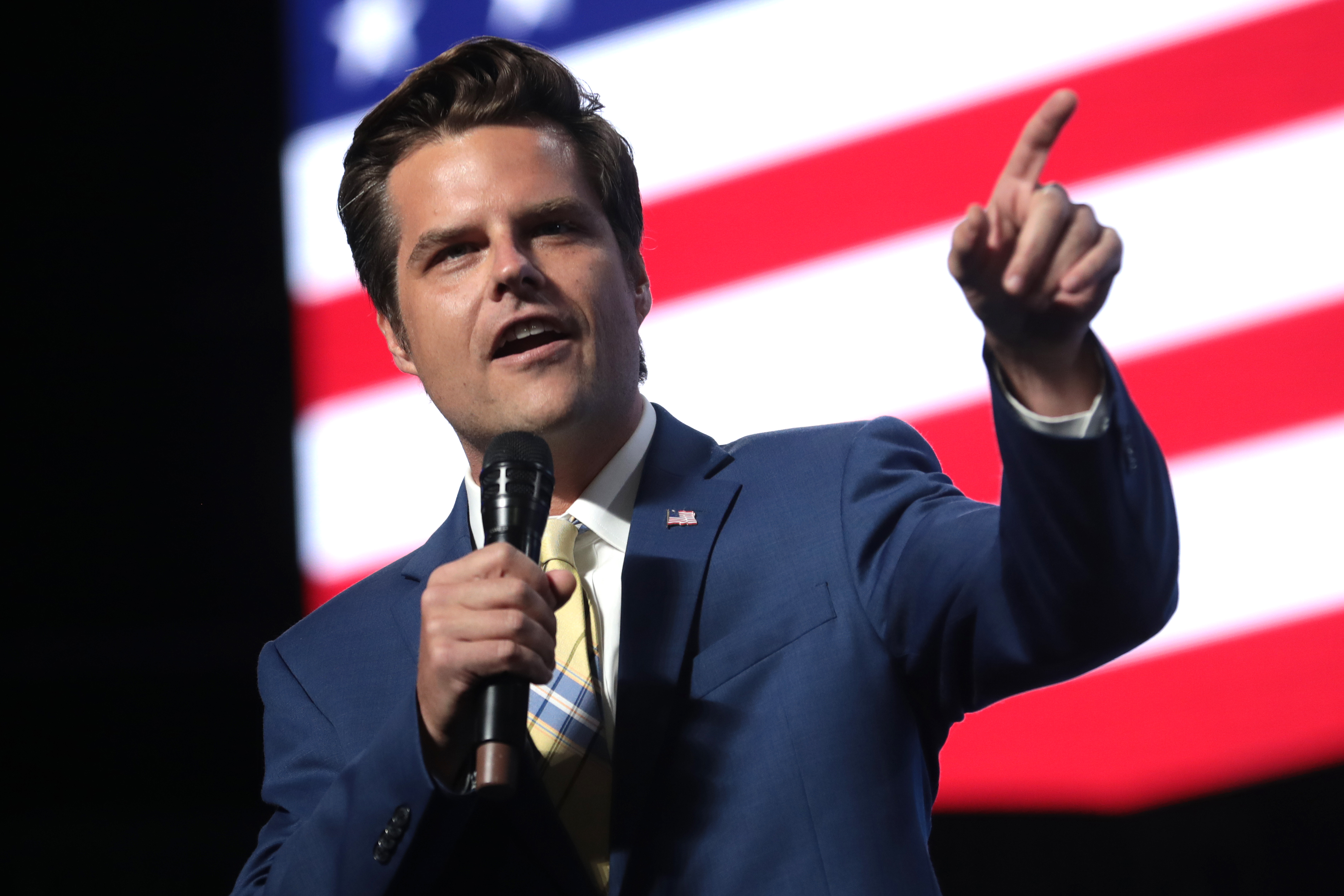
Matt Gaetz en 2020.

En 2016, il se présente d'abord à la succession de son père, Don Gaetz, au Sénat de Floride, dans le 1er district. Au mois de mai, il annonce cependant sa candidature à la Chambre des représentants des États-Unis dans le 1er district congressionnel de Floride, où le républicain sortant Jeff Miller ne se représente pas. Le gagnant de la primaire républicaine est quasi-assuré d'être élu en novembre, dans ce district conservateur du nord-ouest de la Floride,. Il remporte la primaire avec 36 % des voix, devançant facilement ses six adversaires. Lors de l'élection de novembre, il bat le démocrate Steven Specht avec près de 70 % des suffrages. Il est facilement réélu en 2018 (67,1 %) et 2020 (64,6 %).
En 2017, Matt Gaetz et d'autres élus à la Chambre de Floride sont critiqués pour avoir créé un « jeu » pour noter leurs « conquêtes féminines », parmi des stagiaires et collaboratrices, leur attribuant une note.
En 2023, il dépose une motion de censure qui aboutit à la destitution de Kevin McCarthy de son poste de président de la Chambre des représentants. Il s'agit d'une première historique.
Le 13 novembre 2024, le président-élu Donald Trump annonce son intention de le nommer procureur général des États-Unis. Il démissionne quelques heures plus tard de la Chambre des représentants, avec effet immédiat. Le 21 novembre, après les nombreuses controverses suscitées par sa nomination, il annonce y renoncer. Le lendemain, il confirme qu'il ne reprendra pas ses fonctions de représentant dans le 119e congrès, bien qu'ayant remporté un nouveau mandat dans son district au début du mois.
Les républicains font obstacle à la publication du rapport de la commission d'éthique de la Chambre des représentants. Depuis 2021, elle enquête sur des allégations d'actes sexuels inappropriés de Gaetz, sa consommation de drogues, son acceptation de cadeaux également inappropriés, des faveurs accordées à des relations et l'entrave à l'enquête de la Chambre sur lui. 

## Positions politiques
Matt Gaetz est un républicain conservateur classé à l'extrême droite,,. Il est opposé à l'avortement « sans exception » et s'exprime en faveur d'une baisse des dépenses gouvernementales et des impôts. Il soutient Donald Trump lors des primaires républicaines de 2016, critiquant notamment les « immigrés illégaux » et les « terroristes musulmans ».
Climatosceptique, il est opposé à l'Environmental Protection Agency (EPA), dont il propose l'abolition en 2017. Il s'oppose également en 2017 à une loi qui prévoyait de donner plus de moyens au gouvernement fédéral pour combattre le trafic des êtres humains.
En 2020, il affirme son soutien au groupe néofasciste des Proud Boys, avant de se rétracter. À la suite de l'invasion du Capitole par des partisans de Donald Trump en janvier 2021, il assure que les assaillants étaient en réalité des « antifas ».
En mars 2022, il est l'un des huit députés à voter contre la suspension des relations commerciales avec la Russie.
Il est l'un des membres les plus en vue du Freedom Caucus, qui rassemble au Congrès la frange la plus radicale du Parti républicain.

## Affaires judiciaires

### Accusation de trafic sexuel
Il est mis en cause à partir de fin 2020 dans une affaire de trafic sexuel, étant soupçonné d'avoir eu une relation sexuelle avec une mineure contre de l'argent. Selon la police, cette affaire pourrait être liée à un système plus large ; en 2020, l'un de ses proches, Joel Greenberg, a été mis en examen pour trafic sexuel d’enfants.
Selon le New York Times, Matt Gaetz et des dizaines de ses amis et associés ont participé à des orgies sexuelles sous drogues impliquant des mineurs entre 2017 et 2020.